# Bliss (cráter)
Bliss es un pequeño cráter de impacto lunar que se encuentra justo al oeste del cráter Platón, en una región continental de bajo albedo que se extiende entre el Mare Imbrium y el Mare Frigoris. Tiene forma de cuenco, con una pequeña plataforma interior en el punto medio y un borde exterior algo erosionado.
En 2000, la Unión Astronómica Internacional (UAI) asignó a este cráter el nombre de Nathaniel Bliss, cuarto astrónomo real, el único de los astrónomos reales británicos que quedaba sin un cuerpo astronómico dedicado en su memoria. Esta revisión fue anunciado por la Asamblea General de la UAI en la XXIV Asamblea del 15 de agosto de 2000. El nuevo nombre del cráter fue sugerido originalmente por Patrick Moore.

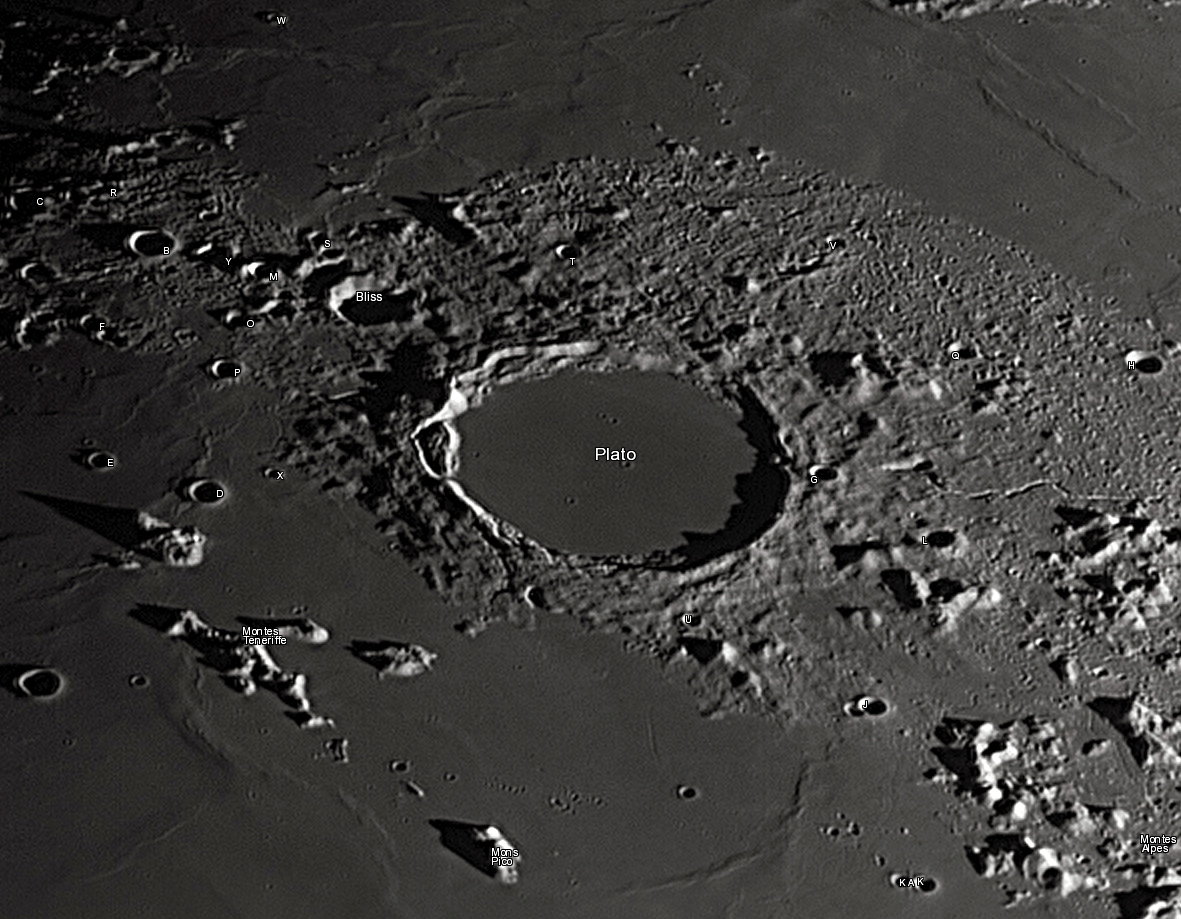
Vista del cráter Platón, con Bliss al noroeste

Debe tenerse en cuenta que en el boletín en el que se anunció el nombre de este cráter se decía que se encuentra entre Platón y Mons Piton al sur y se describía como un palimpsesto. Sin embargo, esto se debió a una confusión, y Bliss es en realidad el cráter conocido hasta entonces como Plato A. También es conocido no oficialmente en ocasiones como Antiguo Newton (que no debe ser confundido con el  cráter Newton).